# Guillermo María Martínez Casañ
Guillermo María Martínez Casañ (València, 4 de desembre de 1955) és un advocat i polític valencià, diputat al Congrés dels Diputats en la V, VI i VII legislatures 

## Biografia
Es llicencià en dret i s'especialitzà en dret marítim i aeronàutic al University College de Londres. Va començar la seva carrera professional treballant com a advocat assessor en el Regne Unit i França, abans d'entrar a la política el 1986 convertir-se en un administrador principal al Parlament Europeu. Fou observador actiu durant el referèndum turc a la fi del règim militar, la fi del sandinisme a Nicaragua i la fi de l'apartheid a Sud-àfrica. Va estar a càrrec de la Comissió Temporal per a la reunificació d'Alemanya.
Militant del PP, n'ha estat secretari adjunt de relacions internacionals. Fou diputat del PP per la província de València a les eleccions generals espanyoles de 1993, 1996 i 2000. També ha estat vicepresident primer de l'Assemblea Parlamentària del Consell d'Europa de 2000 a 2004, President de la Delegació espanyola en l'Assemblea de la Unió Europea Occidental. Va ser designat com a ponent per a afers del Caucas i Azerbaidjan diverses vegades. Membre del consell del Moviment Europeu, es va incorporar al gabinet de la ministra Loyola de Palacio.
Fou candidat a les eleccions al Parlament Europeu el 2004. El gener de 2005 es va reincorporar al seu lloc de funcionari al Parlament Europeu. Des de 2005, Martínez-Casañ ha estat el director d'European Ideas Network (EIN) un think tank de centre dreta patrocinat pel Partit Popular Europeu. Des de 2009, juntament amb Walid Phares, és un dels co-secretaris generals del Grup Trans-Atlàntic de Contre Terrorisme Jihadista (TAG) amb oficines a Brussel·les i Washington DC.